# Santo Domingo del Progreso
Santo Domingo del Progreso är en ort i Mexiko.   Den ligger i kommunen San Pablo Tijaltepec och delstaten Oaxaca, i den sydöstra delen av landet, 300 km sydost om huvudstaden Mexico City. Santo Domingo del Progreso ligger 1 912 meter över havet och antalet invånare är 126.
Terrängen runt Santo Domingo del Progreso är huvudsakligen kuperad, men söderut är den bergig. Terrängen runt Santo Domingo del Progreso sluttar brant österut. Runt Santo Domingo del Progreso är det glesbefolkat, med 14 invånare per kvadratkilometer. Närmaste större samhälle är Villa Chalcatongo de Hidalgo, 9,0 km väster om Santo Domingo del Progreso. I omgivningarna runt Santo Domingo del Progreso växer huvudsakligen savannskog.